# Gary Carr
Gary Carr (* 11. Dezember 1986 in London) ist ein britischer Schauspieler, Sänger und Musiker.

## Ausbildung
Zunächst wurde Carr am National Youth Music Theatre gefördert, anschließend besuchte er die Arts Educational Schools in Chiswick. 2005 schrieb er sich an der London Academy of Music and Dramatic Art (LAMDA) ein und erreichte dort drei Jahre später seinen Hochschulabschluss. Das Studium wurde ihm durch ein Stipendium der Leverhulme Trust ermöglicht.

## Karriere

### Theater
Garry Carr startete seine Schauspielkarriere auf der Bühne. Schon als Achtjähriger war er der Prinz im Theaterstück The King and I in der Freemasons’ Hall in Covent Garden. Während seines Studiums an der LAMDA war er unter anderem in folgenden Stücken aktiv: In Romeo and Juliet als Paris und als Friar Laurence, in Can-Can als Pistache und in Twelfth Night als Fabian und als Curio. Am Royal National Theatre wirkte er mit in Macbeth, Yerma, Nation, und in Dido, Queen of Carthage. In The Threepenny Opera spielte der englische Darsteller den Macheath und in A Midsummer Night’s Dream den Lysander.

### Film
Der erste Fernsehauftritt des Briten geschah 2009 in einer Folge von Holby City. Nach weiteren Auftritten in verschiedenen Serien und im Drama Klink Klank sowie im Horrorfilm Frankenstein’s Wedding... Live in Leeds war er in den folgenden drei Jahren in vier Episoden von Gerichtsmediziner Dr. Leo Dalton auf dem Bildschirm. Es folgten 2013 acht Einsätze in Bluestone 42 und vier in Downton Abbey.
Dem deutschen Publikum wurde Garry Carr vor allem durch seine Präsenz in der britisch-französischen Fernsehserie Death in Paradise bekannt. Zunächst war er als Officer Fidel Best auf der fiktiven Karibikinsel Saint Marie im Einsatz. Nach seiner Beförderung zum Sergeant übernahm er in seiner Rolle weitere Aufgaben bei der Verbrechensbekämpfung in Honorè. Am Ende der dritten Staffel verließ der Ordnungshüter das Polizeirevier der Stadt, um sich auf der Nachbarinsel für dem Kampf gegen die Kriminalität einzusetzen.
Von 2017 bis 2019 spielte Carr in achtzehn Episoden von The Deuce einen Zuhälter. Nachdem er im Krimi 21 Bridges den Hawk darstellte, war der Schauspieler 2020 noch in den acht Folgen der Miniserie Trigonometry und zwei Jahre danach neben Chloë Grace Moretz als Hauptdarsteller Wilf Netherton in der Science-Fiction-Serie Peripherie beschäftigt.

## Privates
Der Vater des Schauspielers stammt aus Trinidad und Tobago und arbeitete dort als Discjockey. Nach seinem Umzug nach London wurde er Lehrer für Wirtschaftswesen sowie für Informations- und Kommunikationstechniken. Gary Carr hat eine Schwester und einen jüngeren Bruder Daniel, der als Profifußballspieler sein Geld verdient. In dessen Vita stehen unter anderem sechs Länderspiele für Trinidad und Tobago sowie der irische Pokalsieg und ein Europa-League-Einsatz für die Shamrock Rovers.

## Theaterstücke (Auswahl)
- The King and I
- Romeo and Juliet
- Can-Can
- Twelfth Night
- Macbeth
- Yerma
- Nation
- Dido, Queen of Carthage
- The Threepenny Opera
- A Midsummer Night’s Dream

## Filmografie (Auswahl)
Filme
- 2009: Klink Klank (Kurzfilm)
- 2011: Frankenstein’s Wedding... Live in Leeds
- 2014: Last Days (Kurzfilm)
- 2019: 21 Bridges

Serien
- 2009: Holby City (1 Folge)
- 2010–2012: Gerichtsmediziner Dr. Leo Dalton (Silent Witness, 4 Folgen)
- 2011–2015: Death in Paradise (24 Folgen)
- 2013: Bluestone 42 (8 Folgen)
- 2013: Downton Abbey (4 Folgen)
- 2017–2019: The Deuce (18 Folgen)
- 2019: The Good Fight (2 Folgen)
- 2020: Trigonometry (Miniserie, 8 Folgen)
- 2022: Peripherie (The Peripheral, 8 Folgen)

## Auszeichnungen
- National Operatic and Dramatic Association Junior Award
- LAMDA Fight Night Competition Winner 2006
- /Phillipson Award for Best Technique 2007
- John Collins Millennium Cup for Drama[3]